# Villa Real (Chiapas)
Villa Real es una localidad del estado mexicano de Chiapas. Es parte del municipio de Chiapa de Corzo.

## Demografía
| Censo | Población |
| ----- | --------- |
| 2020  | 1 194     |